# Cyril Michie
Cyril James Michie (ur. 20 sierpnia 1900 w Danapurze, zm. 10 listopada 1966 w Hampstead) – indyjski hokeista na trawie. Złoty medalista olimpijski z Berlina.
Zawody w 1936 były jego jedynymi igrzyskami olimpijskimi. W turnieju wystąpił tylko w jednym spotkaniu.